# Sân bay Vũ Lăng Sơn Kiềm Giang
Sân bay Vũ Lăng Sơn Kiềm Giang (tiếng Trung Quốc: 黔江武陵山机场) (IATA: JIQ, ICAO: ZUQJ) là một sân bay phục vụ quận Kiềm Giang của thành phố Trùng Khánh, Trung Quốc. Nó nằm ở thị trấn Zhoubai và trước đây được gọi là sân bay Qianjiang, nhưng đã được đổi tên trong tháng 11 năm 2011 theo núi Vũ Lăng gần đó. sân bay được mở cửa ngày 22 tháng 11 năm 2010 với tổng vốn đầu tư 600 triệu nhân dân tệ. Nó có một đường băng 2.400 mét (cấp 4C).